# Lawrence Dane
Lawrence Dane (Masson-Angers, 3 aprile 1937 – Niagara-on-the-Lake, 21 marzo 2022) è stato un attore, sceneggiatore e regista canadese.

## Biografia
Nel corso della sua lunga carriera, iniziata negli anni sessanta, ha preso parte a diverse pellicole cinematografiche, serie televisive e film per la TV.
È noto per la sua partecipazione ai film Scanners (1981) e La sposa di Chucky (1998)

## Filmografia parziale

### Attore
- Missione segreta (Espionage) – serie TV, episodio 1x21 (1964)
- I rangers della foresta (The Forest Rangers) – serie TV, episodi 3x01-3x02 (1965)
- Codice Gerico (Jericho) – serie TV, episodio 1x16 (1967)
- Le spie (I Spy) – serie TV, episodio 2x24 (1967)
- Squadra speciale anticrimine (The Felony Squad) – serie TV, episodi 2x01-2x07-3x13 (1967-1968)
- Lancer – serie TV, episodio 1x13 (1969)
- Il virginiano (The Virginian) – serie TV, 3 episodi (1968-1969)
- Bonanza - serie TV, episodio 10x15 (1969)
- Only God Knows, regia di Peter Pearson (1974)
- Quel che conta è il conto in banca (It Seemed Like a Good Idea at the Time), regia di John Trent (1975)
- Rituals, il trekking della morte (Rituals), regia di Peter Carter (1977)
- L'isola della paura (Bear Island), regia di Don Sharp (1979)
- Running - Il vincitore (Running), regia di Steven Hilliard Stern (1979)
- Niente di personale (Nothing Personal), regia di George Bloomfield (1980)
- Compleanno di sangue (Happy Birthday to Me), regia di J. Lee Thompson (1981)
- Scanners, regia di David Cronenberg (1981)
- Di origine sconosciuta (Of Unknown Origin), regia di George Pan Cosmatos (1983)
- Rolling Vengeance, regia di Steven Hilliard Stern (1987)
- Alfred Hitchcock presenta (Alfred Hitchcock Presents) – serie TV, episodio 2x04 (1987)
- Millennium, regia di Michael Anderson (1989)
- La scuola più pazza del mondo (Senior Trip), regia di Kelly Makin (1995)
- Darkman II - Il ritorno di Durant (Darkman II: The Return of Durant), regia di Bradford May (1995)
- Matrimonio a 4 mani (It Takes Two), regia di Andy Tennant (1995)
- La sposa di Chucky (Bride of Chucky), regia di Ronny Yu (1998)
- Waking the Dead, regia di Keith Gordon (2000)
- Rated X - La vera storia dei re del porno americano (Rated X), regia di Emilio Estevez (2000)
- Fall, regia di Daniel Baldwin (2001)
- Duct Tape Forever, regia di Eric Till (2002)
- King's Ransom, regia di Jeffrey W. Byrd (2005)
- Indizi dal passato (Still Small Voices), regia di Mario Azzopardi (2007)
- Behind the Wall, regia di Paul Schneider (2008)
- Undercover Grandpa, regia di Eric Canuel (2016)

### Regista
- Scratch Dance (Heavenly Bodies ) (1984)

## Doppiatori italiani
Nelle versioni in italiano delle opere in cui ha recitato, Lawrence Dane è stato doppiato da:
- Giancarlo Maestri in Scanners
- Pino Locchi in Alfred Hitchcock presenta
- Franco Zucca in Darkman II - Il ritorno di Durant
- Sandro Sardone ne La sposa di Chucky
- Dario De Grassi in Indizi dal passato
- Sergio Luzi in Undercover Grandpa